# Sanan Optoelectronics
Sanan Optoelectronics Company Limited — китайская компания электронной промышленности, крупный разработчик и производитель полупроводниковых материалов, комплектующих и приборов (в том числе светодиодных пластин и чипов, фотоэлементов и фотодиодов). Компанию контролируют миллиардеры Линь Сючэн и его сын Линь Чжицян.

## История
Компания основана в марте 1993 года Линь Сючэном, который заработал начальный капитал на торговле металлоломом. В 2008 году компания сменила название на Sanan Optoelectronics. В 2022 году компания получила от китайских властей субсидий на сумму 1,03 млрд юаней. Летом 2023 года Sanan Optoelectronics и европейская STMicroelectronics создали в Чунцине совместное предприятие по литейному производству SiC-чипов для электромобилей (завод был сдан в эксплуатацию в феврале 2025 года).

## Деятельность
Sanan Optoelectronics производит полупроводниковые пластины (в том числе светодиодные эпитаксиальные пластины, сапфировые и кремниевые подложки, пластины с использованием нитрида галлия, арсенида галлия, карбида кремния, фосфида индия и нитрида алюминия); светодиоды и фотодиоды, силовые чипы и устройства, DFB-лазеры и VCSEL-лазеры.
Продукция Sanan Optoelectronics используется в солнечных панелях и инверторах, дисплеях, киноэкранах, устройствах виртуальной реальности, освещении автомобилей, внутреннем и наружном освещении зданий, подсветке экранов, светофорах, бытовой электронике, медицинском и железнодорожном оборудовании, устройствах 3D идентификации, видеокамерах и базовых станциях связи. По итогам 2023 года на Китай пришлось 84,2 % продаж, на зарубежные рынки — 15,8 %.
Промышленные предприятия Sanan Optoelectronics расположены в городах Сямынь, Цюаньчжоу, Тяньцзинь, Уху, Эчжоу, Чанша, Чунцин (КНР) и Лондон (Великобритания); научно-исследовательские центры — в городах Сямынь, Лондон, Токио и Мюнхен, а также в Кремниевой долине; офисы по продажам — в Гонконге, Японии, США, Германии и Великобритании.

## Акционеры
Основными акционерами Sanan Optoelectronics являются Линь Сючэн (29,47 %), Комитет по контролю и управлению государственным имуществом города Чанша (7,68 %), Aegon-Industrial Fund Management (3,95 %), Gree Electric (2,29 %), Sino IC Capital (2,28 %), Foresight Fund Management (1,62 %), China Asset Management (1,6 %) и Guotai Junan Securities Assets Management (1,2 %).